# Dominique Irvoas-Dantec
Dominique Irvoas-Dantec est secrétaire générale de la conférence nationale permanente du tourisme urbain, conférencière-animatrice du patrimoine (de 1988 à 2004), puis directrice de l’Office de tourisme de Rennes Métropole (depuis 2004).
Elle est l’auteur de nombreux ouvrages sur l’histoire de Rennes et de la Bretagne.

## Décorations
- Chevalier de la Légion d'honneur (2014)
- Chevalier de l'ordre des Arts et des Lettres

## Publications
- Le Sentier des douaniers en Bretagne, photographie de Bruno Colliot, Ouest-France, Rennes, 2007,  (ISBN 978-2-7373-4206-6).
- C'est quoi le patrimoine ? avec Fabienne Morel, 2004  (ISBN 2-7467-0518-4),  (ISBN 2-240-01581-0).
- La Presqu’île de Crozon, illustration de Cuchi White, Ouest-France, Rennes, 1995,  (ISBN 2-7373-1680-4).
- Sentier des douaniers de Bretagne, photographie de Cuchi White, cartographie de Patrick Mérienne, Ouest-France, Rennes, 1995,  (ISBN 2-7373-1654-5).
- Promenades à Rennes. Regards sur le patrimoine, Ouest-France, Rennes, 1993,  (ISBN 2-7373-0747-3)
- Rennes médiéval avec Jean-Jacques Rioult, 1991,  (ISBN 2-7373-0745-7)